# Ryan Tudhope
Ryan Tudhope (* 30. Dezember 1978 in Seattle, Bundesstaat Washington, USA) ist ein US-amerikanischer Filmtechniker für visuelle Effekte, der für und mit dem Actionfilm Top Gun: Maverick in der Kategorie „Beste visuelle Effekte“ bei der im März 2023 stattfindenden Oscarverleihung für einen Oscar nominiert war.

## Karriere
Tudhope startete seine Karriere im Alter von 18 Jahren auf der Skywalker Ranch von Lucasfilm, wo er direkt mit George Lucas zusammenarbeitete, um Schlüsselsequenzen für die Star Wars Episode One zu entwerfen.
Tudhope hat vor allem im Bereich visuelle Effekte an mehr als fünfzig Spiel- und Fernsehfilmen mitgewirkt. Das Studio für visuelle Effekte Atomic Fiction wurde von ihm mitgegründet. Er wirkte dort als CEO und war mit ursächlich dafür, dass das Unternehmen auf mehr als 350 Mitarbeiter anwuchs. Projekte, die er dort verwirklichte, sind unter anderem zehn Folgen der Miniserie Unser Kosmos: Die Reise geht weiter (2014), die sich mit der Erforschung und Entdeckung von Naturgesetzen und Koordinaten in Raum und Zeit befasst. Ein weiteres Projekt ist der Science-Fiction-Film Star Trek Beyond von Justin Lin aus dem Jahr 2016, der auf der Science-Fiction-Serie Raumschiff Enterprise von Gene Roddenberry basiert. Zudem wirkte er an dem Film Deadpool (2016) den Pirates of the Caribbean-Filmen (2006 + 2017) sowie den Filmen Blade Runner 2049 (2017), Ad Astra – Zu den Sternen (2019) und Top Gun: Maverick (2022) mit. Der Film war für sechs Oscars nominiert, darunter auch dem für die besten visuellen Effekte.
Vor Tudhopes Zeit bei Atomic Fiction waren die Filme Blade Runner (1982), der erste Film, an dem er mitwirkte, Hellboy (2004), Cin City (2005) und Superman Returns (2006) Projekte seiner Supervisor-Tätigkeit. Ryan Tudhope ist Mitglied der Television Academy und der Academy of Motion Picture Arts and Sciences.

## Filmografie (Auswahl)
- 1982: Blade Runner
- 1999: Star Wars: Episode I – Die dunkle Bedrohung (Star Wars: Episode I – The Phantom Menace)
- 2000: Mission to Mars
- 2000: Titan A.E.
- 2002: Hero
- 2003: Die Wutprobe (Anger Management)
- 2003: 3 Engel für Charlie – Volle Power (Charlie’s Angels: Full Throttle)
- 2003: Seabiscuit – Mit dem Willen zum Erfolg
- 2003: Jeepers Creepers 2
- 2004: Alice Paul – Der Weg ins Licht (Iron Jawed Angels)
- 2004: Hellboy
- 2004: Sky Captain and the World of Tomorrow
- 2005: Sin City
- 2005: Die Abenteuer von Sharkboy und Lavagirl in 3-D (The Adventures of Sharkboy and Lavagirl in 3-D)
- 2006: Superman Returns
- 2006: Pirates of the Caribbean – Fluch der Karibik 2 (Pirates of the Caribbean: Dead Man’s Chest)
- 2007: Grindhouse
- 2007: Planet Terror (Grindhouse: Planet Terror)
- 2007: Schwerter des Königs – Dungeon Siege (In the Name of the King: A Dungeon Siege Tale)
- 2007: Death Proof – Todsicher (Grindhouse: Death Proof)
- 2008: Leg dich nicht mit Zohan an (You Don’t Mess with the Zohan)
- 2009: Disneys Eine Weihnachtsgeschichte (A Christmas Carol)
- 2011: Meine erfundene Frau (Just Go with It)
- 2011: Milo und Mars (Mars needs Moms)
- 2011: Transformers 3 – Die dunkle Seite des Mondes (Transformers: Dark of the Moon)
- 2011: Jack und Jill Jack and Jill
- 2012: Underworld Awakening
- 2012: Looper
- 2012: Flight
- 2013: Star Trek Into Darkness
- 2013: Lone Ranger
- 2014: Paranormal Activity: Die Gezeichneten (Paranormal Activity: The Marked Ones)
- 2014: Unser Kosmos: Die Reise geht weiter (Cosmos: A Spacetime Odyssey; Miniserie, 10 Folgen)
- 2015: Game of Thrones: Das Lied von Eis und Feuer (Fernsehserie, 7 Folgen)
- 2015: Paranormal Activity: Ghost Dimension
- 2015: Scouts vs. Zombies – Handbuch zur Zombie-Apokalypse (Scouts Guide to the Zombie Apocalypse)
- 2016: Deadpool
- 2016: Star Trek Beyond
- 2016: Rogue One: A Star Wars Story
- 2017: Ghost in the Shell
- 2017: Pirates of the Caribbean: Salazars Rache (Pirates of the Caribbean: Dead Men Tell No Tales)
- 2017: Blade Runner 2049
- 2018: The Cloverfield Paradox
- 2018: Pacific Rim: Uprising
- 2019: Ad Astra – Zu den Sternen
- 2022: Top Gun: Maverick
- 2022: Der Spinnenkopf (Spiderhead)

## Auszeichnungen (Auswahl)
Ryan Tudhope wurde für folgende 25 Auszeichnungen nominiert:
- 2013: Visual Effects Society Awards, VES Award gemeinsam mit Kevin Baillie, Michael Lantieri, Chris Stoski
für und mit dem Film Flight
- 2014: Online Film & Television Association, OFTA Television Award gemeinsam mit Rainer Gombos, Dominique Vidal, Ergin Kuke
für und mit dem Film Cosmos: A Spacetime Odyssey
- 2014: Primetime Emmy Awards, Primetime Emmy gemeinsam mit Rainer Gombos, Addie Manis, Natasha Anne Francis, Luke McDonald, Sam Edwards, Mike Maher, Dominique Vidal, Ergin Kuke für und mit Unser Kosmos: Die Reise geht weiter
- 2017: Satellite Awards gemeinsam mit Jonathan Rothbart und Vincent Cirelli für und mit dem Film Deadpool

Nachfolgende Nominierungen erfolgten sämtlich für und mit dem Film Top Gun: Maverick:
- 2022: Academy of Science Fiction, Fantasy & Horror Films, Saturn Award gemeinsam mit Scott R. Fisher
- 2022: International Online Cinema Awards (INOCA) Halfway Award gemeinsam mit Fisher, Seth Hill und Bryan Litson
- 2023: Chicago Indie Critics Awards (CIC) gemeinsam mit Scott R. Fisher, Hill und Litson
- 2023: CinEuphoria Awards gemeinsam mit Scott R. Fisher
- 2023: Denver Film Critics Society, DFCS Award gemeinsam mit Fisher, Hill und Litson
- 2023: Gold Derby Awards, Gold Derby Film Award gemeinsam mit Fisher, Hill und Litson
- 2023: Hawaii Film Critics Society, HFCS Award gemeinsam mit Fisher, Hill und Litson
- 2023: Hollywood Critics Association Creative Arts Award, HCA Award gemeinsam mit Fisher, Hill und Litson
- 2023: Houston Film Critics Society Awards, HFCS Award gemeinsam mit Fisher, Hill und Litson
- 2023: International Online Cinema Awards (INOCA) gemeinsam mit Fisher, Hill und Litson
- 2023: Latino Entertainment Journalists Association Film Awards, LEJA Award gemeinsam mit Fisher, Hill und Litson
- 2023: North Carolina Film Critics Association, NCFCA Award gemeinsam mit Fisher, Hill und Litson
- 2023: North Cakota Film Society, NDFS Award gemeinsam mit Fisher, Hill und Litson
- 2023: Online Critics Society Awards, OFCS Award gemeinsam mit Fisher, Hill und Litson
- 2023: Portland Critics Association Awards, PCA Award gemeinsam mit Fisher, Hill und Litson
- 2023: Satellite Awards gemeinsam mit Fisher, Hill und Litson
- 2023: Seattle Film Critics Society, SFCS Award gemeinsam mit Fisher, Hill und Litson
- 2022: St. Louis Film Critics Association, SLFCA Award gemeinsam mit Fisher, Hill und Litson
- 2023: Visual Effects Society Awards, VES Award gemeinsam mit Fisher, Hill, Litson sowie Paul V. Molles
- 2023: BAFTA Awards, BAFTA Film Award gemeinsam mit Fisher, Hill und Litson
- 2023: Academy Awards, Oscar gemeinsam mit Fisher, Hill und Litson

Gewonnene Auszeichnungen:
- 2012: Satellite Awards gemeinsam mit Jim Gibbs, Kevin Baillie und Michael Lantieri für und mit dem Film Flight
- 2023: Nikola Tesla Award